# Baby Elephant Walk
"Baby Elephant Walk" és una cançó escrita el 1961 per Henry Mancini per a la pel·lícula de 1962 Hatari! El 1962, la cançó va guanyar a Mancini el premi Grammy al millor arranjament instrumental. La cançó va ser escrita per a una escena improvisada a Hatari! en què 'Dallas' (Elsa Martinelli) portava tres elefants jovenets a un toll d'aigua per banyar-los. La senzilla melodia enganxosa es va convertir en un dels treballs més populars de Mancini, que apareix en molts àlbums de recopilació. Tot i que la peça al film no era cantada, Hal David va escriure lletres amb la cançó de Mancini, que apareixen a la partitura impresa, i posteriorment van ser enregistrades per Pat Boone, publicada per Dot Records el 1965. La versió de Mancini no es va publicar com a senzill.
Els instruments de metall (inclosos els voladissos repetits de la tuba) i els instruments de vent de fusta es combinen per transmetre el llarg i laboriòs pas dels elefants que s'omple de l'exuberància de la joventut. Mancini utilitza una introducció del calliope per suggerir el so d'un circ. A continuació, es toca una melodia descarada en un clarinet i la cançó conclou amb el calliope interpretant l'antiga frase de quatre notes coneguda com a "Good Evening, Friends".
El to alegre, com el "The Pink Panther Theme" de Mancini, presenta un fort contrast amb els estàndards de Mancini més melancòlics com "Moon River". A causa del seu so sovint s'empra en un context humorístic. Tal com diu la crítica de l'àlbum allmusic.com, "si Hatari! és memorable per a qualsevol cosa, és per l'increïblement desagradable "Baby Elephant Walk", que ha passat a ser una escena musical per a la peculiaritat de qualsevol franja. Obteniu aquesta melodia al vostre cap i se us hi enganxarà."

## Historial gràfic
"Baby Elephant Walk" interpretada per Lawrence Welk i la seva Orquestra va assolir el número 48 del Billboard Hot 100 dels Estats Units l'estiu de 1962 i el número 10 del quadre de música lleugera.

## Versions
La cançó va ser enregistrada per alguns intèrprets durant la dècada de 1960, incloent-hi the Fabulous Echoes al seu àlbum de 1963 Diamond Records Those Fabulous Echoes, i Bill Haley &amp; His Comets que van enregistrar una versió per a Orfeon Records el 1964. Els senzills de Lawrence Welk i els Miniature Men van arribar al Top 100 de la Billboard la mateixa setmana del 1962.
Quincy Jones l'inclou en el seu àlbum de 1964 Quincy Jones Explores the Music of Henry Mancini.
El 1963, el grup brasiler Trio Esperança va una versió vocal d'aquesta cançó, titulada "O Passo do Elefantinho", amb lletra escrita per Ruth Blanco.
Durant un període, es va usar com a cançó temàtica de The Ramblin 'Rod Show, un espectacle de dibuixos animats matinal infantil.
Tokyo Ska Paradise Orchestra va enregistrar la cançó com a "Tiny Elephant Parade" al seu àlbum de 1990 Ska Para Toujou.
A la fi dels anys 70, i fins a mitjan anys vuitanta, la cançó es va fer servir com una mostra del Showcase al programa americà The Price Is Right.
La cançó apareix a l'episodi 5 de la temporada 2 de The Simpsons "Dancin' Homer", en la qual un Homer pitof balla la cançó i fa que guanyi l'equip de beisbol de Springfield Isotopes.
El 1994 Willi One Blood va assajar la melodia de "Baby Elephant Walk" per al cor de la cançó "Whiney Whiney (What Really Me Drives Me Crazy)", presentada a la banda sonora del film Dos ximples molt ximples.
El 2016, la cançó es va emprar en un anunci de Land Rover TV.